# Reno Lemaire
Pour les articles homonymes, voir Lemaire.
Vous pouvez aider à l'améliorer ou bien discuter des problèmes sur sa page de discussion.
- Il n’est pas rédigé dans un style encyclopédique. (Marqué depuis décembre 2018)

Renaud « Reno » Lemaire est un dessinateur français de bande dessinée d'inspiration manga, né le 3 octobre 1979 à Montpellier. Il est notamment l'auteur du manga Dreamland, le manga rencontre un grand succès commercial et a ouvert une voie au manga français, renforçant une influence dans la culture populaire.

## Biographie

### Enfance et études
Renaud Lemaire est né le 3 octobre 1979 à Montpellier.
Autodidacte, Il s’exprime en cases et en bulles dés l’âge de 7 ans. Sa découverte du manga quand il a 15 ans change complètement sa façon de raconter ses histoires. Le graphisme, la dynamique, le format et le découpage stimulent constamment son imaginaire et il enchaine les pages et série sur son bureau de lycéen. 
Il étudie au lycée du Mas-de-Tesse en section STG. Une fois son baccalauréat obtenu, il passe deux ans à l'université Paul-Valéry-Montpellier en licence arts plastiques, où il rencontre Salim Kafiz.

### Création deDreamland
Reno a rédigé simultanément le premier et le dernier chapitre de son projet Dreamland. Le tome 1 est publié dans la Shōnen Collection en octobre 2005. Dans une interview, l'auteur explique sa démarche artistique : transformer une peur réelle en une force dans un monde imaginaire. Pour créer les mondes imaginaires de Dreamland, il déclare : « il suffit de regarder autour de nous, de déformer un minimum, d'écouter les gens, de mettre un peu de son vécu, et hop tu sors un royaume bien loufoque. ».

### Naissance deDreamland
Le premier contact avec Pika Edition s'est fait grâce au shōnen. En feuilletant Fuli Culi, Lemaire a trouvé le concept original en France et surtout similaire au système japonais. En 2004, après avoir écrit le scénario de Dreamland en une semaine et dessiné quelques pages, il conclut le contrat avec Pika Édition ; son projet est pré-publié en 2005. Le premier rendez-vous avec Pierre Valls a eu lieu en mai 2004 et le premier volume de Dreamland sort en janvier 2006.  

### Critiques
Reno Lemaire explique dans ses interviews qu'il recevait beaucoup de critiques de ses lecteurs disant qu'un manga ne peut pas être dessiné par un auteur non japonais. Selon lui, c'est une réaction normale : « c'est pas une question de nationalité ou d'origine, mais plus une question de qualité du travail. Le public attend une qualité égale si ce n'est supérieure à un japonais; quand celle-ci sera présente, les lecteurs ne feront plus la différence ».
Selon le Journal de Japon, Reno Lemaire fait figure de précurseur dans la nouvelle mouvance du manga français.

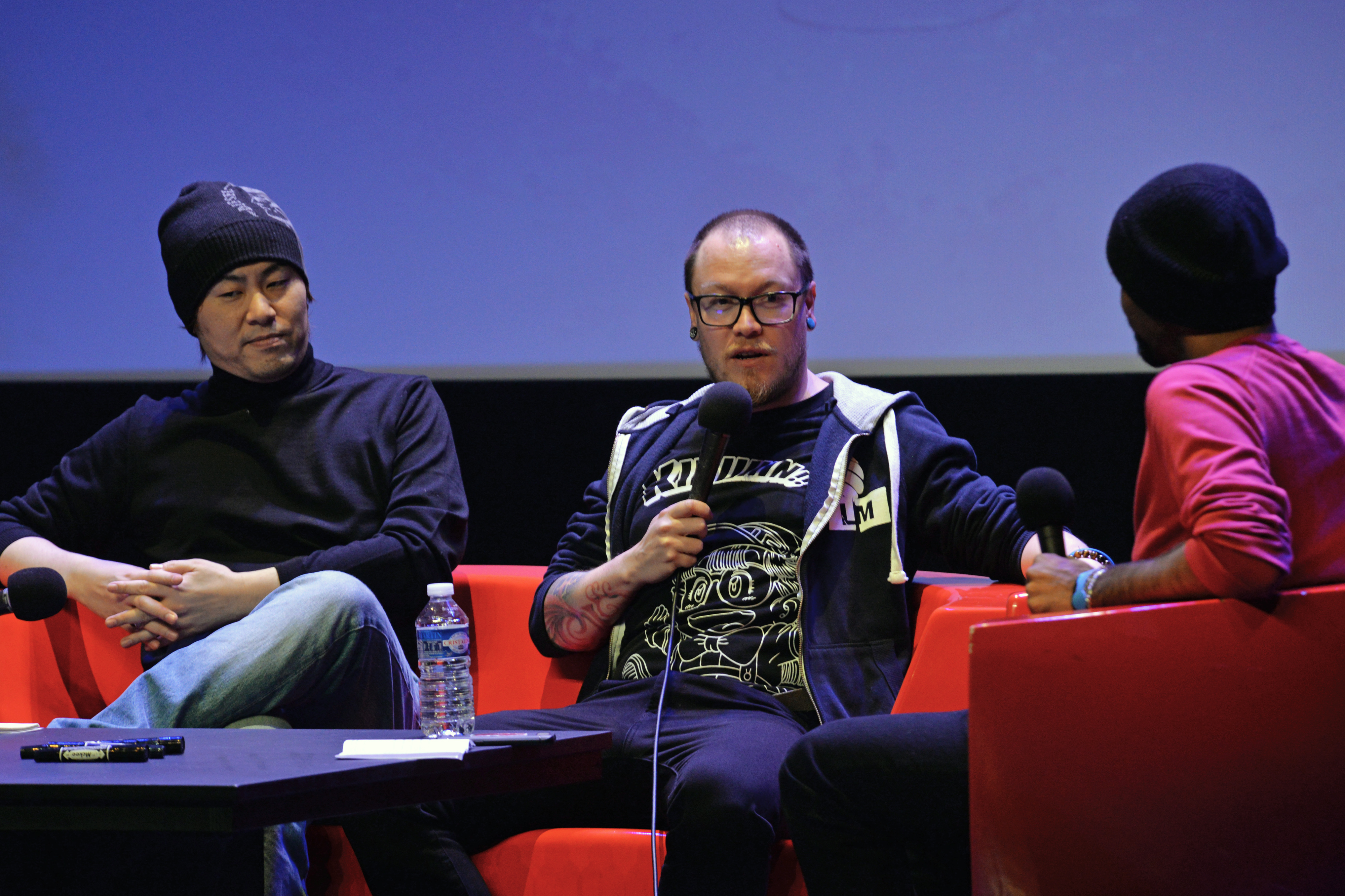
Draw battle entre Hiro Mashima et Reno Lemaire, Festival d'Angoulême 2018.

Reno Lemaire se classe parmi les dix meilleures ventes de manga en France avec les tomes 8, 15, 16, et 17 de Dreamland. Le 5 juillet 2017 Reno Lemaire atteint les 10 ans de publications de Dreamland avec le tome 17. A chaque sortie d'un nouveau tome, celui ci se classe dans le top 3 des meilleures ventes de la semaine, tous mangas confondus.

## Merry Pen studio
Pour faire face aux impératifs du rythme qu'impose le format et le marché du manga, il fonde le Merry Pen Studio. Il a été l’un des premiers à former un studio « comme au japon » avec des assistants en France.  
Salim Kafiz et Romain Lemaire (auteur d’everdark) l’ont assisté du tome 1 au 15.  
Du tome 16 au 19 Reno travaille seul, avec sa femme . 
Depuis le tome 20, il a 2 nouveaux assistants, Pierre Etienne et Géo. 

## Ouvrages

### Dreamland
chez Pika Édition, depuis 2006 :
1. Feu
2. Dualité
3. Chemin(s)
4. Coma
5. Voyageurs
6. Kazinopolis
7. Attila
8. Mojo
9. Tattoo
10. Symphonia
11. Worldapart
12. Fiesta
13. Retrouvailles
14. Marshmallow
15. Guerra
16. Invasion
17. Ennemi
18. Bastonnade
19. Anus
20. Trône
21. Bibi
22. Sourire

### Dreamland et le Japon
En 2018 il publie au japon dans le magazine Tezucomic, un one shot sur le Roi Léo, d’Osamu Tesuka, validé par la fille de Tesuka.
En Septembre 2024, Dreamland est publié au Japon sous forme numérique sur la plateforme Line Manga, puis en octobre le tome 1 sort dans toutes les librairies Japonaise.

### Autres Travaux
Reno Lemaire (l'auteur de Dreamland) a voulu remercier Hiro Mashima pour son travail fourni en ce qui concerne son manga Fairy Tail, et a donc pris l'initiative de lui offrir un cross-over inédit de Dreamland x Fairy Tail qui apparaît dans le tome 18 de Dreamland. Le chapitre raconte en quelques pages la rencontre des personnages protagonistes entre Fairy Tail et les Lucky Star a Delirium Fairy (référence à Delirium City).
Il réalise les designs du premier manga audio pour France culture, DORUIDO.
Le 16 Octobre 2024, sort sa nouvelle série FREE QUEST chez Pika Edition, ou il réalise le scénario et le story-board, avec au dessin Néo, jeune dessinateur qu'il repère sur les réseaux sociaux.

### Documentation
- La Montpelliéraine, « Le dessin hors des cases : RENO LEMAIRE par la Montpelliéraine » (consulté le 7 décembre 2018)
- Vincent Julé, « Reno Lemaire, le manga made in France », sur Le Parisen : « "À 3 ans, j’ai pris un crayon pour recopier un dessin de Goldorak, et je ne l’ai plus jamais lâché", raconte Reno Lemaire. »